# بومارتون (تگزاس)
بومارتون (به انگلیسی: Bomarton) یک منطقهٔ مسکونی در ایالات متحده آمریکا است که در شهرستان بیلور، تگزاس واقع شده‌است. بومارتون ۱۵ نفر جمعیت دارد و ۴۲۸٫۸۶ متر بالاتر از سطح دریا واقع شده‌است.